# 鳴瀬町
鳴瀬町（なるせちょう）は、2005年（平成17年）まで宮城県北東部にあった町。現在の東松島市西部にあたる。町名は町の中央を流れる鳴瀬川に由来する。太平洋に面し、風光明媚な奥松島の町として知られていた。仙台市への通勤率は13.9%、石巻市への通勤率は10.8%（いずれも平成12年国勢調査）。

## 地理
宮城県北東部、太平洋に面する町である。鳴瀬川の河口に位置し、奥松島などの美しい景色が広がる町である。
- 山：大高森
- 河川：鳴瀬川、吉田川、東名運河、北上運河
- 湖沼：牛網池
- 島：宮戸島、唐戸島、波島など

## 沿革
- 1955年（昭和30年）5月3日 - 小野村・野蒜村・宮戸村が合併し、鳴瀬町が発足。
- 2005年（平成17年）4月1日 - 矢本町と合併し、東松島市となる。

## 行政

### 歴代町長
| 代 | 氏名       | 就任 | 退任 | 備考                          |
| -- | ---------- | ---- | ---- | ----------------------------- |
| 1  | 熱海斉     |      |      | 元・小野村長                  |
| 2  | 佐々木次男 |      |      |                               |
| 3  | 尾形正一   |      |      | パンサー･尾形貴弘の父方の祖父 |
| 4  | 成澤孝志   |      |      |                               |

## 経済

### 産業
- 産業別就業人口（2000年国勢調査）
  - 第一次産業：757人
  - 第二次産業：1,807人
  - 第三次産業：2,987人

## 教育
中学校
- 鳴瀬町立鳴瀬第一中学校
- 鳴瀬町立鳴瀬第二中学校

小学校
- 鳴瀬町立浜市小学校
- 鳴瀬町立小野小学校
- 鳴瀬町立野蒜小学校
- 鳴瀬町立宮戸小学校

## 交通

### 鉄道
- 東日本旅客鉄道
  - 仙石線：陸前大塚駅 - 東名駅 - 野蒜駅 - 陸前小野駅

### 道路
- 高速道路
  - 町内にあるインターチェンジ：三陸沿岸道路鳴瀬奥松島IC
- 一般国道
  - 町内を走る国道：国道45号
- 都道府県道
  - 町内を走る県道：宮城県道27号奥松島松島公園線、宮城県道60号鹿島台鳴瀬線、宮城県道150号鳴瀬南郷線、宮城県道204号河南鳴瀬線、宮城県道243号大塩小野停車場線

## 名所・旧跡・観光スポット・祭事・催事
- 奥松島
  - 大高森
  - 嵯峨渓（日本三大渓）
- 里浜貝塚

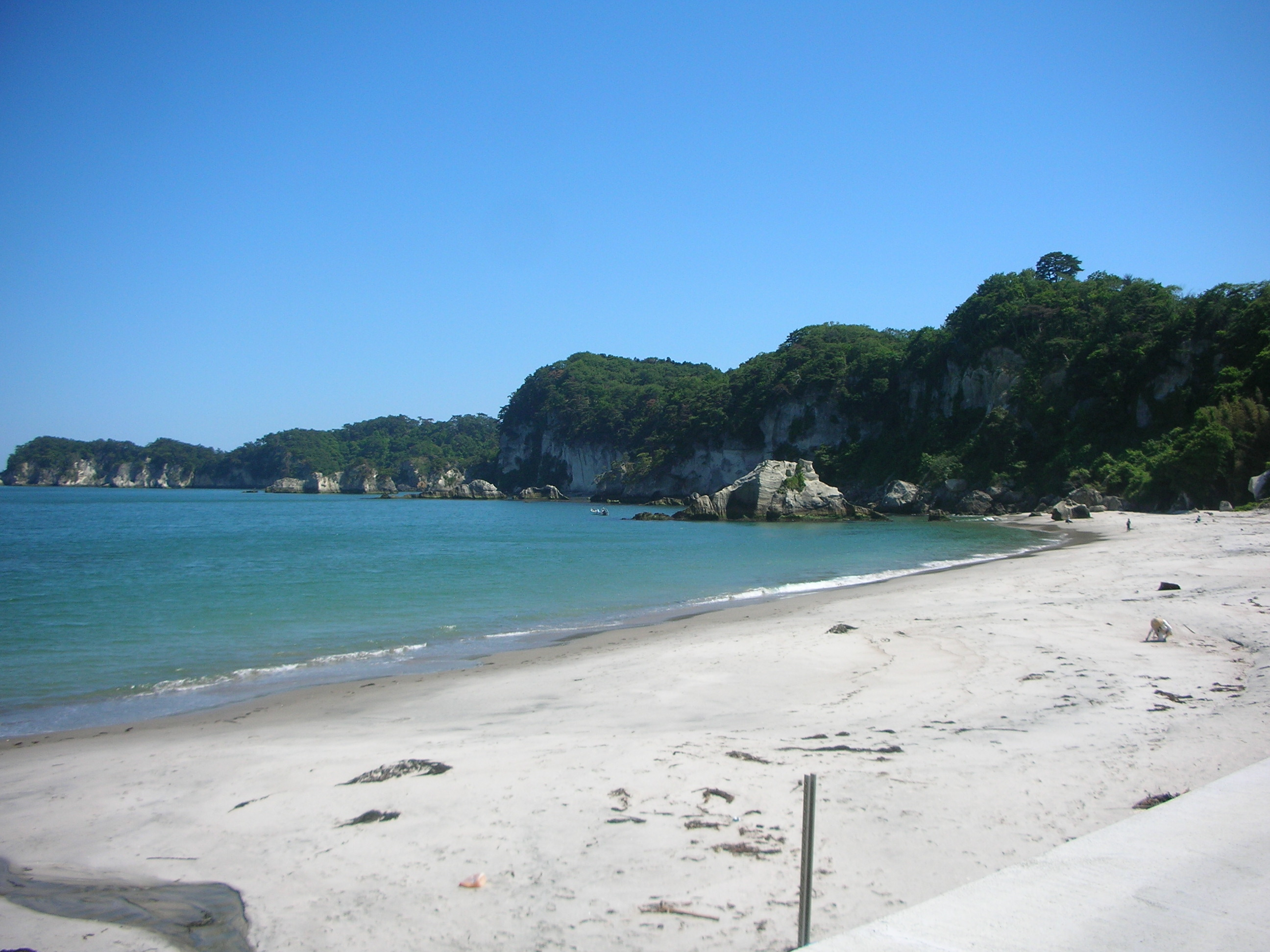
嵯峨渓

- 野蒜築港跡：明治政府初の洋式港、日本最大の貿易港として建設されたが、台風の被害により廃港となった。
- 小野館跡

### レジャー
- 野蒜海水浴場
- 室浜海水浴場
- 大浜海水浴場
- 月浜海水浴場
- 蛤浜海水浴場

### 祭り・イベント
- 日本三景松島ツーデーマーチ
- 奥松島まつり
- 奥松島ビーチバレー大会
- 鳴瀬流灯花火大会
- 奥松島縄文まつり
- 延びる開眼多幸あげまつり

### 伝統芸能
- えんずのわり

## 出身有名人
- 大久秀憲 - 小説家
- 富田鐵之助 - 日本銀行第2代総裁
- 内海安吉 - 政治家（衆議院議員）[2]
- 後藤桃水 - 民謡歌手
- 鹿嶋静 - 音楽家（元CHABA、元Hanasal）
- 尾形貴弘 - お笑いタレント（パンサー）※3代目町長の尾形正一は祖父